# Atens spårvägar
Spårvägstrafik i Aten och Pireus startade år 1882 med 16 små vagnar som förband Aten med några av dess förorter. Från 1908 elektrifierades nätet; 1909 fanns 257 vagnar varav 150 elektriska motorvagnar. Alla vagnar var tillverkade i Belgien och hade plats för 16 sittande och 14 stående passagerare.
I oktober 1960 lades spårvägen ner. En spårvägsartad lokalbana från Pérama till Pireus fortsatte trafikeras till 1977. Under OS i Aten 2004 öppnades en ny spårväg, där för närvarande fyra linjer trafikeras med 35 moderna vagnar som går var åttonde minut på dagen och var 40:e minut på natten.
Idag åker dagligen runt 60 000 till 80 000 personer med spårvagnarna. Banlängden uppgår till cirka 24 kilometer och hållplatserna till knappt 50.